# Saxo Grammaticus
Saxo Grammaticus (în română, Saxon Gramaticul) (c. 1150 - † c. 1206 sau c. 1220) a fost un călugăr și istoric din epoca medievală daneză. Este autorul a șaisprezece cărți de istorie a danezilor: „Gesta Danorum” („Faptele danezilor”), lucrare considerată adevărată capodoperă a literaturii medievale și o sursă de informații majore referitoare la mitologia nordică și istoria daneză. 
Lucrarea sa în 16 volume „Istoria Danezilor” (Gesta Danorum) este primul document important privind istoria Danemarcii și prima contribuție daneză la literatura mondială.
Asteroidul 10462 Saxogrammaticus îi poartă numele.

## Biografie

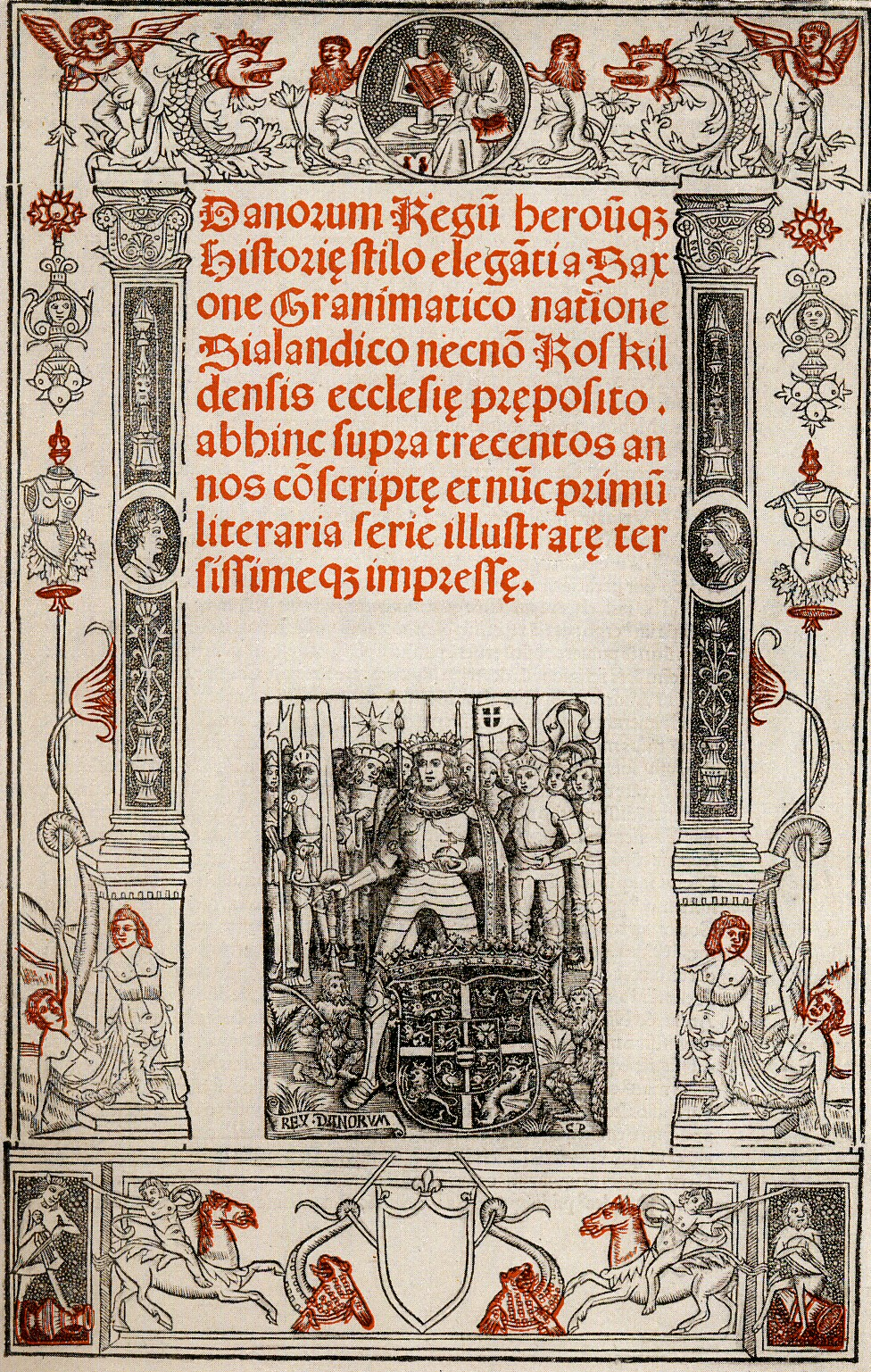
Pagină din Gesta Danorum.

Viața sa este puțin cunoscută și nu se cunoaște nici data nașterii sale, nici cea a morții. 
În prefața la Gesta Danorum, Saxo scrie că tatăl și bunicul său au servit amândoi sub ordinele regelui Valdemar în calitate de soldați. El însuși a intrat în serviciul regelui Valdemar al II-lea, dar folosind calea spirituală. Așa a intrat în călugărie. Cele câteva rânduri din prefață constituie singurele informații cunoscute despre Saxo Grammaticus. Se crede că s-a născut în 
Sjælland, cel puțin anumite surse târzii atestă acest lucru. Folosește o latină elegantă, rafinată, iar cunoștințele sale despre Roma Antică, prezentate în Gesta Danorum, sugerează că a petrecut în afara Danemarcei, probabil în principalele școli clericale franceze. 
Se știe că a fost un „discipol” al arhiepiscopului Absalon, o puternică demnitate ecleziastică din Lund. Probabil a lucrat în administrația arhiepiscopală, dar statutul lui exact rămâne nedeterminat. Ar fi putut fi secretarul arhiepiscopului. Conform testamentului lui Absalom, clericul Saxo trebuia să plătească o datorie de două mărci și jumătate de argint și să înapoieze două manuscrise pe care le împrumutase de la mănăstirea Sorø. Saxo a fost coleg de cameră cu istoricul danez Svendl Aagesen, care și-a redactat manuscrisul Brevis historia regum Dacie (în română: „Scurtă istorie a regilor Daciei”).Titlul trebuie înțeles: „Scurtă istorie a regilor danezi”.
Saxo Grammaticus nu este numele lui adevărat. A primit numele Grammaticus (cuvânt latin care desemnează un profesor de litere) în „Compendium Saxonis” din Chronica Jutensis, scris în jurul anului 1342, pentru a exprima plăcerea folosirii cuvintelor. Odată cu publicarea primei versiuni a Gesta Danorum, datorată lui Christiern Pedersen, în 1514, termenul Grammaticus a rămas.
Singura dată când găsim numele Saxo este în Chronica Sialandie (în daneză: Ældre Sjællandske Krønike), publicată în 1103. Acolo putem citi Saxo cognomine Longus, adică aproximativ „Saxo, zis Lungul”.
Influența lucrării Gesta Danorum a fost foarte importantă. Istoricii danezi au folosit-o ca sursă istorică pentru a studia evenimentele din secolul al XII-lea. Astăzi lucrarea este criticată, în special pentru aspectele sale partizane și omisiunile sale istorice. Scrierile despre viața aristocratic-militară din carte nu mai sunt considerate surse istorice de încredere, totuși opera rămâne o referință din punct de vedere al stilului literar.
Saxo Grammaticus l-a inspirat indirect pe Shakespeare, în redactarea tragediei Hamlet (Amlethus), prin intermediul unei versiuni dramatizate datorate scriitorului francez François de Belleforest. Însă Shakespeare probabil nu cunoștea versiunea lui Saxo Grammaticus.